# Ligne verte du métro de Miami
 (avril 2025).
Si vous disposez d'ouvrages ou d'articles de référence ou si vous connaissez des sites web de qualité traitant du thème abordé ici, merci de compléter l'article en donnant les références utiles à sa vérifiabilité et en les liant à la section « Notes et références ».
Pour les articles homonymes, voir Ligne verte.
La ligne verte du métro de Miami est l'une des deux lignes du métro de Miami, le réseau de métro desservant l'agglomération de Miami, en Floride, aux États-Unis. Ouverte le 20 mai 1984, elle compte désormais 22 stations entre Palmetto au nord-ouest et Dadeland South au sud-ouest.